# Альфред, Стивен
Стивен Альфред (англ. Steven Alfred; род. 11 октября 1997, Kurmi, Тараба) — нигерийский футболист, нападающий.

## Клубная карьера
В 2018 году  Стивен Альфред стал лучшим бомбардиром молдавского «Саксана», а в конце ноября 2018 года перешёл в «Сочи». В июле 2019 года из «Сочи» на правах аренды перешёл в армянский «Пюник». В конце февраля 2021 года перешёл в белорусский «Слуцк». В конце июля 2021 года был близок к переходу в «Кубань». В середине декабре 2021 года покинул «Слуцк», стал самым результативным игроком команды в сезоне, записав в свой актив 9+5 по системе «гол+пас» в 24 матчах Высшей лиги, перейдя в израильский клуб «Хапоэль» из Хадеры, а позже в «Маккаби» Герцлия.
Вторую половину сезона-2024 провел в минском «Динамо» (23 матча, 6+2), с которым стал чемпионом Беларуси. В начале 2025 года перешел в ярославский «Шинник», в 8 матчах не отметился результативными действиями. В июне 2025 года заключил контракт с ФК «Торпедо-БелАЗ».

## Достижения
«Динамо» Минск
- Чемпион Белоруссии: 2024